# A Soldier's Daughter Never Cries
A Soldier's Daughter Never Cries is een Frans-Brits-Amerikaanse dramafilm uit 1998 onder regie van James Ivory.

## Verhaal
De Amerikaanse schrijver Bill Willis woont in de jaren 60 met zijn vrouw en dochter in Parijs. Bill en zijn vrouw besluiten een tweede kind te adopteren. Wanneer Willis ziek wordt en het gezin terugkeert naar de Verenigde Staten, ondergaan de kinderen een cultuurschok.

## Rolverdeling
| Acteur                | Personage                       |
| --------------------- | ------------------------------- |
| Kris Kristofferson    | Bill Willis                     |
| Barbara Hershey       | Marcella Willis                 |
| Leelee Sobieski       | Charlotte Anne Willis (14 jaar) |
| Jane Birkin           | Mevrouw Fortescue               |
| Dominique Blanc       | Candida                         |
| Jesse Bradford        | Billy Willis (14 jaar)          |
| Harley Cross          | Keith Carter                    |
| Isaach De Bankolé     | Mamadou                         |
| Macha Méril           | Mevrouw Beauvier                |
| Nathalie Richard      | Juffrouw Fournier               |
| Anthony Roth Costanzo | Francis Fortescue               |
| Bob Swaim             | Bob Smith                       |
| Virginie Ledoyen      | Moeder van Billy                |
| Luisa Conlon          | Charlotte Anne Willis (7 jaar)  |
| Samuel Gruen          | Benoit / Billy Willis (7 jaar)  |